# Bronkruidfamilie
De bronkruidfamilie (Montiaceae) is een familie van tweezaadlobbige planten. Een familie onder deze naam wordt zelden erkend door systemen voor plantentaxonomie, maar wel door de Angiosperm Phylogeny Website [15 juli 2009] en het APG III-systeem (2009), alwaar ze in de orde Caryophyllales geplaatst wordt.
Het gaat dan om een vrij kleine familie met soorten die voorheen werden ingedeeld in de familie Portulacaceae (dat dan alleen nog Portulaca bevat). De bekendste vertegenwoordiger is winterpostelein (Claytonia perfoliata), maar ook de roze winterpostelein (Claytonia sibirica), groot bronkruid (Montia fontana) en klein bronkruid  (Montia minor) horen erbij. Vergelijk ook de familie Hectorellaceae.